# 中村三近子
中村 三近子(なかむら さんきんし、1671年 - 1741年)は、江戸時代の儒学者である。幼時に山崎闇斎に直接教わっている。

## 著作
- 書札調法記
- 用文章指南大全
- 六諭衍義小意
- 温知政要輔翼
- 児戯笑談